# Стинка (Комарна, Ясси)
Стинка (рум. Stânca) — село у повіті Ясси в Румунії. Входить до складу комуни Комарна.
Село розташоване на відстані 321 км на північний схід від Бухареста, 19 км на південний схід від Ясс.

## Населення
За даними перепису населення 2002 року у селі проживали 193 особи, усі — румуни. Усі жителі села рідною мовою назвали румунську.